# Damnation A.D.
Damnation A.D. is een Amerikaanse metalcore en hardcorepunkband uit Washington D.C., opgericht in 1992 onder de naam Damnation, ontbonden in 1998 en herenigd in 2005.

## Bezetting
Oprichters
- Mike 'DC' McTernan (zang)
- Ken Olden (gitaar, drums)

Huidige bezetting
- Mike McTernan (zang)
- Ken Olden (gitaar)
- Brian 'Smitty' Smith (drums)
- Daniel Fleming (e-gitaar)
- Alex Merchlinsky (basgitaar)

Voormalige leden
- Colin Kercz (drums)
- Dave Ward (drums)
- Dave Bryson (drums)
- Hillel Halloway (e-gitaar)
- Brian Kerley (e-gitaar)
- David Johnson (zang)

## Geschiedenis
De band werd in 1992 opgericht onder de naam Damnation en werd in 1993 in Damnation A.D. hernoemd om verwarring met een gelijknamige Californische punkband te voorkomen. De band werd opgericht als een studioproject, waarbij sommige leden al ervaring hadden, zoals Ken Olden al bij Battery en Better Than a Thousand had gespeeld. Bij Battery zong bovendien ook producent Brian McTernan, broer van zanger Mike 'DC' McTernan. Damnation A.D. bestond aanvankelijk uit Olden, die drums en gitaar speelde, en de zanger McTernan. Na samen een paar singles te hebben opgenomen, voegden gitarist Hillel Halloway, bassist Alex Merchlinsky en drummer Dave Ward zich bij hen. Nadat de band in contact kwam met Jade Tree Records, verscheen er een splitpublicatie met Walleye, voordat het debuutalbum No More Dreams of Happy Endings in 1995 werd uitgebracht. De band ging toen op tournee en trad op met bands als Ignite en Earth Crisis. Bij de optredens gebruikten McTernan en Olden, die tot het straight edge circuit behoorden, typische X-markeringen, terwijl andere leden alcohol dronken, wat voor verwarring bij fans zorgde. In augustus 1996 kwam de volgende cd uit met de ep Misericordia. Na de overstap naar Revelation Records kwam het album Kingdom of Lost Souls uit, waarop Dave Bryson als de nieuwe drummer te horen was. Nadat de band uit elkaar ging, bleef Olden spelen bij Better Than a Thousand en opende hij zijn eigen opnamestudio. Halloway werd lid van de metalband Black Manta. McTernan leerde tatoeëren en Merchlinsky studeerde design aan het Maryland Institute in Baltimore. Ward verhuisde terug naar Los Angeles. Na een pauze van enkele jaren begon McTernan opnieuw als zanger in de band When Tigers Fight. Hij nam contact op met Olden, die hem zou adviseren over de opname van de zang. Beiden gingen naar de opnamestudio van Olden en deden samen wat repetities. Ze besloten toen om een nieuw Damnation A.D.-album op te nemen, uitgebracht in 2007 onder de naam In This Life or the Next. Leden van Give Up the Ghost, Darkest Hour, Earth Crisis en Fall Out Boy zijn op het album te horen als gastmuzikanten. De band verscheen voor het eerst na hereniging op nieuwjaarsdag 2005, waarin de oorspronkelijke bezetting deelnam, behalve drummer Dave Ward, die al op tournee was met een andere band. Een andere voorstelling vond plaats in augustus van hetzelfde jaar.

## Stijl
Volgens Ryan Downey van Allmusic was Damnation A.D. een van de eerste Amerikaanse bands, die de overstap maakte van punk naar donkere, metalzware klanken, die deden denken aan Integrity. De zang van McTernan doet altijd denken aan die van Henry Rollins bij Black Flag. Op In This Life or the Next keerde de band terug naar hun metalcore-roots, gevormd door sludgemetal. Volgens Matthias Weckmann van Metal Hammer speelt de band stevige hardcorepunk op Kingdom of Lost Souls, dat wordt gespeeld door bands als Pro-Pain, Ignite en M.O.D. Marcel Rudoletzky van Metal Hammer omschreef de muziek op In This Life of the Next als agressieve hardcorepunk. Op het album worden pulserende hardcorenummers als Knot of Jigsaw, afgewisseld met een reeks donkere, aardse nummers die weten te behagen met een verdomd lastige heavy metal kant.
Marc Lohausen van Ox-Fanzine schreef in 1998 in een recensie dat het album doet denken aan de band No Escape. Na snelle passages wordt overgeschakeld naar een langzamer gedeelte en worden de agressieve vocalen vervangen door korte gesproken woorden. Volgens David Häussinger van de Ox-Fanzine kwam Kingdom of Lost Souls vroege hardcorepunk van Neurosis tegen met Saint Vitus en Black Sabbath riffs, terwijl de teksten deprimerend waren. De band gebruikte dezelfde methode als Corrosion of Conformity op hun album Blind en combineerde jaren 1970 heavy rock met hardcore boots. Het gitaargeluid is super vaag. Volgens Ingo Rothkehl van Ox-Fanzine was de band halverwege de jaren 1990 een stijlbepalende metalcore-band. Het album In This Life or the Next blijkt nogal ouderwets, wat hij prettig vond.

## Discografie
- 1994: The Hangman (ep, Lost & Found Records)
- 1994: Walleye / Damnation A.D. (splitalbum met Walleye, Jade Tree Records)
- 1995: Damnation / Dead Beat (splitalbum met Dead Beat, Stillborn Records)
- 1995: Misericordia (ep, Jade Tree Records)
- 1995: No More Dreams of Happy Endings (Jade Tree Records)
- 1996: Misericordia (Jade Tree Records)
- 1998: Kingdom of Lost Souls (Revelation Records)
- 2007: In This Life or the Next (Victory Records)
- 2017: Pornography (TST Records)